# ترنس‌آسیا ایرویز
ترنس‌آسیا ایرویز (به انگلیسی: TransAsia Airways) یک شرکت هواپیمایی با کد یاتا GE است که در تاریخ ۲۱ مه ۱۹۵۱ میلادی تأسیس شده است.
دفتر مرکزی ترنس‌آسیا ایرویز در تایپه، تایوان واقع شده‌است و قطب این شرکت هواپیمایی در فرودگاه سونگشان تایپه قرار دارد و به ۳۳ مقصد، پرواز مستقیم انجام می‌دهد.

## مقصدهای پروازی
- کامبوج
  - سیم ریپ - فرودگاه بین‌المللی سیم ریپ
- چین
  - چانگشا - فرودگاه بین‌المللی چانگشا هوانگهوا
  - چونگ‌کینگ - فرودگاه بین‌المللی چنگچینگ ییانگبی
  - فوجو - فرودگاه بین‌المللی فوژو چنگل
  - گوئیانگ - فرودگاه بین‌المللی لانگ‌دونگ‌بائو گوئی‌یانگ
  - هانگژو - فرودگاه بین‌المللی هانگجو ژیاشان
  - هفئی - فرودگاه بین‌المللی هفئی ژینگیاو
  - نان‌نینگ - فرودگاه بین‌المللی نانینگ ووژو
  - کوانژو - فرودگاه کوانژو جینجیانگ
  - شانگهای - فرودگاه بین‌المللی شانگهای پودنگ، فرودگاه بین‌المللی شانگهای هنگقیو
  - تیانجین - فرودگاه بین‌المللی تیانجین بینهای
  - ووهان - فرودگاه بین‌المللی ووهان تیانهه
  - ووشی - فرودگاه بین‌المللی سانن شوفانگ (آغازشده از ۴ ژوئیه ۲۰۱۵)[۱]
  - شیامن - فرودگاه بین‌المللی زیامن گائوچی
  - شوژو - فرودگاه سوژو گئوانئین
  - ایچانگ - فرودگاه ییچانگ سانگسیا
  - ژانگجیاجی - Zhangjiajie Hehua Airport
- ژاپن
  - آساهیکاوا، هوکایدو - فرودگاه آساهیکاوا، هوکایدو
  - هاکوداته - فرودگاه هاکوداته
  - استان اوکیناوا - فرودگاه ناها
  - اوساکا - فرودگاه بین‌المللی کانزای
  - ساپورو - فرودگاه نیو چیتوز
  - توکیو - فرودگاه بین‌المللی ناریتا
- ماکائو
  - فرودگاه بین‌المللی ماکائو
- کره جنوبی
  - Jeju - فرودگاه بین‌المللی ججو
- تایوان
  - Hualien - فرودگاه هوالین
  - ماگونگ - فرودگاه ماگونگ
  - کاوهسیونگ - فرودگاه بین‌المللی گاوشیونگ
  - کینمن - فرودگاه کینمن
  - تایچونگ - فرودگاه تیچون
  - تایپه - فرودگاه بین‌المللی تائویوان تایوان قطب بین‌المللی، فرودگاه سونگشان تایپه قطب داخلی
- تایلند
  - بانکوک - فرودگاه بین‌المللی سووارنابومی
  - چیانگ مای - فرودگاه بین‌المللی چیانگ مای
  - استان پوکت - فرودگاه بین‌المللی پوکت چارتر

مسیرهای پیشین
- کامبوج - فرودگاه بین‌المللی پنوم‌پن
- چین - فرودگاه بین‌المللی چنگدو شوانگلیو، فرودگاه بین‌المللی کونمینگ چانگشوی
- اندونزی - فرودگاه بین‌المللی سام رتولنگی (مانادو), فرودگاه بین‌المللی جواندا (سورابایا)
- ژاپن - فرودگاه ایشیگاکی، فرودگاه کوشیرو، فرودگاه توکاچی-اوبیهیرو
- مالزی - فرودگاه بین‌المللی کوتا کینابالو، فرودگاه بین‌المللی کوچینگ
- میانمار - فرودگاه بین‌المللی یانگون
- پالائو - فرودگاه بین‌المللی رومن ت‌متچول
- فیلیپین - فرودگاه بین‌المللی مکتان-کبو، فرودگاه بین‌المللی کلارک، فرودگاه بین‌المللی لاواگ، فرودگاه بین‌المللی نینوی آکوئینو (مانیل)
- سنگاپور - فرودگاه چانگی سنگاپور
- کره جنوبی - فرودگاه بین‌المللی گیمهی (بوسان)، فرودگاه بین‌المللی موان (گوانگجو)، فرودگاه بین‌المللی یانگ‌یانگ
- ویتنام - فرودگاه بین‌المللی دا نانگ، فرودگاه بین‌المللی نوا به (هانوی)